# Репродукція майбутнього
«Репродукція майбутнього» (англ. The Pod Generation) — художній фантастичний фільм режисерки Софі Бартез. Головні ролі виконали Емілія Кларк та Чиветел Еджіофор. Вперше фільм показали 19 січня 2023 року на кінофестивалі Sundance, а 11 серпня 2023 року він вийшов в обмежений прокат в Північній Америці. В Україні прем'єра стрічки відбулася 21 вересня 2023.

## Сюжет
Сюжет фільму розгортається у недалекому майбутньому. Штучний інтелект проник у всі сфери життя. Молода пара, Рейчел та Елві, хочуть завести дитину та велика технологічна компанія пропонує їм обом випробувати радості та труднощі вагітності за допомогою зовнішньої матки в формі яйця. Елві сумнівається, але любов до Рейчел штовхає його на експеримент.
В одному з епізодів стрічки присутній фрагмент документального фільму «Зустрічі на краю світу»  режисера Вернера Герцога.

## В ролях
- Емілія Кларк — Рейчел
- Чиветел Еджіофор — Елві
- Розалі Крейг — Лінда Возок
- Вінет Робінсон — Аліса
- Кетрін Хантер — Філософ
- Жан-Марк Барр — Засновник.

## Виробництво
У жовтні 2021 року стало відомо, що Емілія Кларк та Чиветель Еджіофор виконають головні ролі у фільмі, сценаристом та режисером якого виступить Софі Бартез. У травні 2022 року до акторського складу приєдналися Розалі Крейг, Вінет Робінсон і Кетрін Хантер, а Ріта Бернар-Шоу і Меган Мацко — у листопаді 2022.
Знімання розпочали у березні 2022 року в Бельгії.
Фільм вперше показали на кінофестивалі Sundance 2023 19 січня 2023 року.